# Малатеста, Эррико
Эррико Малатеста (итал. Errico Malatesta; 4 декабря 1853 — 22 июля 1932) — итальянский анархо-коммунист и друг Михаила Бакунина. Большую часть жизни провёл вне родной Италии. Более десяти лет просидел в тюрьме. Издавал и редактировал множество радикальных газет.

## Биография
Родился 4 декабря 1853 года в семье землевладельцев в Санта-Мария-Маджоре (в данный момент — коммуна Санта-Мария-Капуя-Ветере), в Королевстве Обеих Сицилий. Предки Эррико принадлежали к итальянскому роду Малатеста, правившему Римини с 1295 по 1500 год.
Впервые арестован в четырнадцать лет за то, что написал письмо королю Виктору Эммануилу II, в котором жаловался на местную несправедливость. Изучал медицину в университете Неаполя; откуда отчислен в 1871 году за участие в демонстрации. Энтузиазм по поводу Парижской коммуны и дружба с Кармелло Палладино, приводят Малатесту в Неапольскую секцию Первого интернационала. В 1872 году встретил Бакунина, с которым участвовал в учредительном конгрессе Сент-Имьенского анархистского интернационала.
В апреле 1877 года, Малатеста, Карло Кафиеро, Степняк-Кравчинский с тридцаткой смельчаков начали восстание в провинции Беневенто, взяв деревни Летино и Галло без борьбы. Революционеры сожгли налоговые регистры и объявили конец власти короля, что было встречено с большим энтузиазмом: даже местный священник выразил свою поддержку. Вскоре, впрочем, все были арестованы правительственными войсками и содержались в заключении в течение шестнадцати месяцев. После неоднократных террористических атак на членов итальянской королевской семьи радикалы были поставлены под постоянный надзор полиции, хотя анархисты утверждали, что не имели никакого отношения к нападениям.
Скитаясь по миру, Малатеста посетил Женеву, где оказывал поддержку Элизе Реклю и Петру Кропоткину, помогая последнему издавать Le Révolté. Однако и оттуда он был изгнан, после долгих мытарств осев наконец-то в Лондоне. В Лондоне Малатеста, работая продавцом мороженого и механиком, участвовал в 1881 году в Анархическом конгрессе, в котором также приняли участие Петр Кропоткин, Франческо Саверио Мерлино, Мари Ле Конт, Луиза Мишель и Эмиль Готье.
С 1885 года жил в Буэнос-Айресе, где был вовлечен в создание первого рабочего союза в Аргентине, Союза Пекарей. На протяжении следующих лет Малатеста жил в Лондоне, откуда совершал тайные поездки в страны Европы, выступал вместе с дель Мармолом с лекциями в Испании.
Малатеста принял участие в Интернациональном Конгрессе анархистов в Амстердаме (1907), где он жарко спорил в особенности с Пьером Монаттом о соотношении анархизма и синдикализма — профсоюзного движения. Пьер Монатт доказывал, что синдикализм революционен и создает условия для социальной революции, в то время как Малатеста полагал, что синдикализм сам по себе недостаточен. Профсоюзы могут играть реформистскую роль, а иногда даже консервативную. Наряду с Христианом Корнелиссеном он приводил в пример профсоюзы США, где профсоюзы высококвалифицированных рабочих иногда выступали против низкоквалифицированных, дабы защитить своё относительно привилегированное положение.
В 1914 году Малатеста поддержал «Красную неделю» и призвал тому, чтобы рабочие демонстрации превратились в революцию. После Первой мировой войны вернулся в Италию. Спустя два года по его возвращении, в 1921 году, его снова заключают в тюрьму. Он освобождается за два месяца до прихода фашистов к власти. С 1924 до 1926 год, когда Бенито Муссолини заставил всю независимую прессу замолчать, Малатеста издавал журнал Pensiero e Volontà, хотя журнал страдал от правительственной цензуры. Свои последние годы революционер вынужден был провести, работая электриком, и ведя относительно тихую жизнь. В пятницу, 22 июля 1932 года, после нескольких лет страданий он умер от бронхиальной астмы.

## Избранная библиография
- «В кафе: беседы о революции и анархии» (итал. Al caffè: discutendo di rivoluzione e anarchia); издано под названием «Краткая система анархизма в десяти беседах», М.: «Издательский кооператив „Напильник“», 2021.
- Сборник статей  — М.: Чёрные тетради, 2013.
- Малатеста Э. Избранные сочинения: Краткая система анархизма, М.: Книжный дом «Либроком», 2011.
- Малатеста, Э. Избранные сочинения, Пг.: Голос Труда, 1919.